# Matopo nigrivittata
Matopo nigrivittata là một loài bướm đêm trong họ Noctuidae.